# Who (유닉스)
표준 유닉스 명령어 who는 현재 컴퓨터에 로그인 한 사용자 목록을 보여준다.
who명령어는 유사한 정보를 제공해 주지만 추가적으로 데이터와 통계자료를 보여주는 명령어 w와 관련되어 있다.

## 명세
단일 유닉스 명세서(SUS)에서 who는 접근가능한 사용자들에 대한 정보를 보여주는 것으로 상술된다. XSI extension은 또한 사용자명, 터미널, 로그인 시간, 프로세스 식별자, 터미널에서 이루어진 마지막 활동 이후의 시간, 나아가 사용자 정보로 사용되는 교체 시스템 데이터베이스에 대한 정보가 who에 옵션 인자(argument)로 지정될 수 있다고 상술한다.
who명령어는 현재의 터미널만에 대한 정보를 보기 위해 am i 또는 am I 인자와 함께 실행될 수 있다. (즉, who am i 또는 am I로 실행된다.) (이 실행과 같은 아래의 -m옵션을 보라. )

## 사용
extension없이 SUS에서는 오직 -m, -T, 그리고 -u 옵션만을 설명하고 있다. 나머지 다른 옵션들은 XSI extension에서 설명되고 있다.
-a-b,-d,-l,-p,-r,-t,-T,-u와 함께 사용자 정보로 사용되는 시스템 데이터베이스를 처리한다.
-b시스템이 마지막으로 재부팅된 때를 보여준다.
-d좀비프로세스와 세부사항들을 보여준다.
-H열(column)의 제목을 보여준다.
-l사용자가 로그 인 할 수 있는 터미널을 보여준다.
-m현재의 터미널만에 대한 정보를 보여준다.
-p활성화된 프로세스를 보여준다.
-q빠른 포맷, 로그인한 모든 사용자들의 수와 이름만을 보여준다. 다른 모든 옵션들을 무력화한다.
-rinit프로세스의 활동수준을 보여준다.
-s(default) 이름과 터미널, 시간 사항들만을 보여준다.
-t시스템 시계가 마지막으로 바뀐 때를 보여준다.
-T표준형식에서 각 터미널의 세부사항을 보여준다. (예시 부분을 참고하라.)
-u유휴시간을 보여준다. XSI는 로그인한 사용자들을 보여주고 그 터미널이 최근에 사용되었는지 여부에 대한 정보를 보여준다.
다른 유닉스와 유닉스 계열 운영 체제는 추가 옵션을 가지고 있을 수 있다. GNU who는 등록된 사용자가 메시지를 받았는지 여부를 보여주는 -u와 -w옵션과 유사함을 지닌 -i옵션을 포함한다. ((SUS는 -T옵션이 실행될 때 이것을 보여준다.), 그러나 GNU who와 BSD who 둘다 다수의 위 옵션들(-a, -b, -d, 나머지들)을 허용한다.; 대신 GNU who는 등록된 hostname상의 DNS lookup들을 실행하기 위해 -l옵션을 사용한다.

## 출력
Extension 없는 SUS는 출력형식은 완성형 정의이어야 한다고 설명한다. XSI extension은 한가지 형식을 설명한다. 그러나 완전히 특정화되지 않은 것을 언급한다. 구획문자와 필드 길이들은 정확히 설명되어 있지 않다. 그래서 출력형식은 유닉스 실행사이에서 상당히 다르다.

## 같이 보기
- 유닉스 프로그램 목록

## 매뉴얼 페이지
- who — GNU coreutils의 매뉴얼
- (영어) mkdir(1) – 리눅스 사용자 명령어 매뉴얼 페이지

- (영어) mkdir – 명령어와 유틸리티 오픈 그룹의  단일 유닉스 규격, Issue 7 참고

- (영어) mkdir(cu) – OpenBSD 매뉴얼 페이지